# Kontact
Kontact – program do zarządzania informacjami osobistymi. Integruje inne programy wchodzące w skład pakietu KDE i umożliwia zarządzanie m.in. pocztą elektroniczną, kanałami RSS czy kalendarzami.

## Programy
Kontact integruje w jeden interfejs następujące programy:
- KMail – klient poczty
- KOrganizer – terminarz
- KAddressBook – książka adresowa
- KNotes – system notatek
- KNode – czytnik list dyskusyjnych
- KPilot – program do synchronizacji z HandHeldami
- KitchenSync
- Akregator – czytnik kanałów RSS.